# 9-darter
Een 9-darter is een leg bij het dartsspel 501 die met negen darts is uitgegooid.
Vanwege de hoge moeilijkheidsgraad verbonden toernooiorganisatoren hoge premies aan het gooien van een 9-darter, soms zelfs hoger dan voor de eindzege in hetzelfde toernooi. Doordat er in de loop der jaren steeds vaker een 9-darter werd gegooid, werden die premies gaandeweg verlaagd. De PDC geeft nu enkel een premie als er twee negendarters door dezelfde speler in een toernooi worden gegooid.

## Geschiedenis
De eerste 9-darter die op televisie werd uitgezonden werd op 13 oktober 1984 gegooid door John Lowe tijdens de World Matchplay; in 1990 gooide Paul Lim de eerste negendarter op het wereldkampioenschap van de BDO (destijds Embassy). Tot 2002 bleven dat de enige perfecte legs op belangrijke toernooien.
In 2002 gooide Shaun Greatbatch tijdens de Dutch Open de eerste 9-darter op een toernooi dat rechtstreeks op televisie werd uitgezonden; later dat jaar gooide Phil Taylor de eerste tijdens een toernooi van de in 1992 opgerichte Professional Darts Corporation tijdens de World Matchplay (dat sinds 1994 door de PDC werd georganiseerd).
9-darters kwamen op de grote toernooien ook tot 2006 nog zelden voor. In 2007 werden er relatief veel gegooid. Daarna breidde dat aantal zich gestaag uit. Michael van Gerwen was in 2007 tijdens de Masters Of Darts de eerste speler onder de 18 die tijdens een toernooi een negendarter gooide. Ook waren Phil Taylor en Tony O'Shea er tijdens de International Darts League in 2007 verantwoordelijk voor dat er voor het eerst in hetzelfde toernooi twee 9-darters werden gegooid. Tijdens de PDC World Darts Championship 2009 wierp Raymond van Barneveld de eerste perfecte leg tijdens het PDC-wereldkampioenschap.
Op 8 oktober 2011 gooide de Noord-Ier Brendan Dolan tijdens de World Grand Prix in Ierland in de halve finale tegen James Wade een 9-darter in de spelvariant dubbel-in-dubbel-uit. Dit was de eerste keer dat iemand op een televisietoernooi op die manier een 9-darter gooide. Hij opende met dubbel 20, triple 20 en triple 20, vervolgde met een 180 en gooide uit met triple 20, triple 17 en bullseye. James Wade en Robert Thornton deden dit na op 8 oktober 2014 en gooiden daarmee de tweede en derde 9-darter met openingsdubbel, maar waren tevens de eerste tegenstanders die op een televisietoernooi beiden in hun wedstrijd een perfecte leg gooiden. Twee negendarters in één wedstrijd door dezelfde speler was al voorgekomen toen Phil Taylor op 24 mei 2010 tijdens de finale van de Premier League Darts twee 9-darters liet noteren.
Op 17 februari 2022 gooide Gerwyn Price tijdens de derde speeldag van de Premier League een 9-darter tegen Michael van Gerwen in hun halve finale van die dag. Opvallend was dat Price tijdens zijn poging een pijl liet vallen. In de finale wist hij opnieuw een 9-darter te realiseren tegen James Wade. Zo werd Price de eerste darter ooit die op dezelfde dag in twee verschillende wedstrijden een 9-darter wist te gooien op televisie.
Op 3 januari 2023 gooide Michael Smith in de finale van het WK Darts een 9-darter nadat tegenstander Michael van Gerwen in dezelfde leg de laatste pijl voor zijn 9-darter miste.
Op 18 maart 2023 gooide Fallon Sherrock als eerste vrouw tijdens een toernooi van de PDC, de Winmau Challenge Tour, een 9-darter tegen de Nederlander Marco Verhofstad.
Op 9 augustus 2023 wist zelfs een amateurdarter een 9-darter te gooien. Dit gebeurde in een kroeg op de Balkan. Vavrek Jozef gooide hier tijdens een toernooi een 9-darter in de partij tegen Mika Frantisek.
Op 18 mei 2025 werd tijdens een lokaal dartstoernooi in België opnieuw een opmerkelijke 9-darter gegooid door een amateurspeler. Dit gebeurde in de finale van de dartsmemorial ter ere van Odi Van de Velde, georganiseerd in zaal Troelant te Sinaai. Joey Desenfans wist in zijn partij tegen Frank Janssen een perfecte leg te voltooien. Het tornooi werd georganiseerd door VPC Dalton City, een Vlaamse dartsvereniging. De organisatie stond onder leiding van voorzitter Sven Van der Vloet, met Davy Van Overtveldt als secretaris en Alex Van Hecke als penningmeester. Deze prestatie onderstreept de hoge competitieve waarde van amateurtoernooien in België en de blijvende aantrekkingskracht van darts op lokaal niveau. 

## Scoreverloop
Doordat tijdens officiële wedstrijden de focus vooral gelegd wordt op het gooien van triple 20, zal een speler in de eerste twee werpbeurten meestal een 180'er gooien, zodat er een score van 141 (501−360) overblijft. Hieronder staan de meest voorkomende manieren voor het finishen van deze 141. De volgorde van deze laatste drie darts kan verschillen, maar de laatste worp moet wel altijd een dubbel zijn. Vaak wordt de eerste methode gebruikt.
1. triple 20 (60) - triple 19 (57) - dubbel 12 (24)
2. triple 20 (60) - triple 17 (51) - dubbel 15 (30)
3. triple 20 (60) - triple 15 (45) - dubbel 18 (36)
4. triple 18 (54) - triple 17 (51) - dubbel 18 (36)

Het is ook mogelijk om met negen pijlen 501 uit te gooien door drie maal 167 punten te gooien (triple 20 - triple 19 - bull's eye). Gezien de extreme moeilijkheidsgraad is dit, voor zover bekend, tijdens wedstrijden nooit geprobeerd. Deze methode wordt wel de ultieme negendarter genoemd. Een andere 9-darter die soms op televisie gegooid wordt is triple 20 (3x), triple 20 (2x) + triple 19 (1x) en dan 144 over; triple 20 (2x) en dubbel 12 (1x).

## Alle mogelijkheden
Er zijn 18 verschillende methodes, met in totaal 3944 varianten, die ten minste 1 dubbel bevatten en die 501 opleveren:
| Methode | Combinatie             | Combinatie             | Combinatie             | Combinatie             | Combinatie             | Combinatie             | Combinatie                | Combinatie                | Combinatie                | Combinatie                | Combinatie                | Combinatie                | Som                           | Varianten |
| Methode | Triples                | Triples                | Triples                | Triples                | Triples                | Triples                | Dubbels                   | Dubbels                   | Dubbels                   | Dubbels                   | Dubbels                   | Dubbels                   | Som                           | Varianten |
| Methode | 20                     | 19                     | 18                     | 17                     | 16                     | 15                     | 25                        | 20                        | 18                        | 17                        | 15                        | 12                        | Som                           | Varianten |
| ------- | ---------------------- | ---------------------- | ---------------------- | ---------------------- | ---------------------- | ---------------------- | ------------------------- | ------------------------- | ------------------------- | ------------------------- | ------------------------- | ------------------------- | ----------------------------- | --------- |
| 1       | 7                      | 1                      |                        |                        |                        |                        |                           |                           |                           |                           |                           | 1                         | 420 + 57 + 24 = 501           | 8         |
| 2       | 7                      |                        |                        | 1                      |                        |                        |                           |                           |                           |                           | 1                         |                           | 420 + 51 + 30 = 501           | 8         |
| 3       | 7                      |                        |                        |                        |                        | 1                      |                           |                           | 1                         |                           |                           |                           | 420 + 45 + 36 = 501           | 8         |
| 4       | 6                      | 1                      | 1                      |                        |                        |                        |                           |                           |                           |                           | 1                         |                           | 360 + 57 + 54 + 30 = 501      | 56        |
| 5       | 6                      | 1                      |                        |                        | 1                      |                        |                           |                           | 1                         |                           |                           |                           | 360 + 57 + 48 + 36 = 501      | 56        |
| 6       | 6                      | 1                      |                        |                        |                        |                        | 1                         |                           |                           | 1                         |                           |                           | 360 + 57 + 50 + 34 = 501      | 112       |
| 7       | 6                      |                        | 1                      | 1                      |                        |                        |                           |                           | 1                         |                           |                           |                           | 360 + 54 + 51 + 36 = 501      | 56        |
| 8       | 6                      |                        |                        | 1                      |                        |                        | 1                         | 1                         |                           |                           |                           |                           | 360 + 51 + 50 + 40 = 501      | 112       |
| 9       | 5                      | 3                      |                        |                        |                        |                        |                           |                           |                           |                           | 1                         |                           | 300 + 171 + 30 = 501          | 56        |
| 10      | 5                      | 2                      |                        | 1                      |                        |                        |                           |                           | 1                         |                           |                           |                           | 300 + 114 + 51 + 36 = 501     | 168       |
| 11      | 5                      | 1                      | 2                      |                        |                        |                        |                           |                           | 1                         |                           |                           |                           | 300 + 57 + 108 + 36 = 501     | 168       |
| 12      | 5                      | 1                      | 1                      |                        |                        |                        | 1                         | 1                         |                           |                           |                           |                           | 300 + 57 + 54 + 50 + 40 = 501 | 672       |
| 13      | 5                      |                        |                        | 1                      |                        |                        | 3                         |                           |                           |                           |                           |                           | 300 + 51 + 150 = 501          | 168       |
| 14      | 4                      | 3                      | 1                      |                        |                        |                        |                           |                           | 1                         |                           |                           |                           | 240 + 171 + 54 + 36 = 501     | 280       |
| 15      | 4                      | 3                      |                        |                        |                        |                        | 1                         | 1                         |                           |                           |                           |                           | 240 + 171 + 50 + 40 = 501     | 560       |
| 16      | 4                      | 1                      | 1                      |                        |                        |                        | 3                         |                           |                           |                           |                           |                           | 240 + 57 + 54 + 150 = 501     | 840       |
| 17      | 3                      | 5                      |                        |                        |                        |                        |                           |                           | 1                         |                           |                           |                           | 180 + 285 + 36 = 501          | 56        |
| 18      | 3                      | 3                      |                        |                        |                        |                        | 3                         |                           |                           |                           |                           |                           | 180 + 171 + 150 = 501         | 560       |
|         | Om en om bij triple 20 | Om en om bij triple 20 | Om en om bij triple 20 | Om en om bij triple 20 | Om en om bij triple 20 | Om en om bij triple 20 | Licht is 1, Donker is > 1 | Licht is 1, Donker is > 1 | Licht is 1, Donker is > 1 | Licht is 1, Donker is > 1 | Licht is 1, Donker is > 1 | Licht is 1, Donker is > 1 | Totaal                        | 3944      |

De worpen mogen in willekeurige volgorde worden gegooid, zolang de laatste maar een dubbel is. Methodes 6, 8, 12, 13, 15, 16 en 18 bevatten minimaal twee dubbels en kunnen gebruikt worden voor toernooien als de World Grand Prix waar met een dubbel moet worden geëindigd én begonnen.